# Kilyana
Kilyana là một chi nhện trong họ Zoropsidae. Chi này được Raven & Stumkat miêu tả năm 2005.

## Các loài
- Kilyana bicarinatus Raven & Stumkat, 2005
- Kilyana campbelli Raven & Stumkat, 2005
- Kilyana corbeni Raven & Stumkat, 2005
- Kilyana dougcooki Raven & Stumkat, 2005
- Kilyana eungella Raven & Stumkat, 2005
- Kilyana hendersoni Raven & Stumkat, 2005
- Kilyana ingrami Raven & Stumkat, 2005
- Kilyana kroombit Raven & Stumkat, 2005
- Kilyana lorne Raven & Stumkat, 2005
- Kilyana obrieni Raven & Stumkat, 2005